# Klapkova
Klapkova je ulice v Praze 8, Kobylisích, pojmenovaná po Otakaru Klapkovi (1891–1941), jenž byl na počátku druhé světové války, v letech 1939 až 1940 pražským primátorem. Protože však spolupracoval se zahraničním odbojem, zatklo jej gestapo a následně ho téměř rok věznilo. Nakonec Klapku nacisté 4. října 1941 v pražské Ruzyni popravili.

## Historie
Na počátku 20. století tvořila ulice ústřední komunikaci tehdy samostatné obce Kobylisy ležící na severním předměstí Prahy. Tvořila spojnici mezi Chabry na severu a Prahou, respektive Libní na jihu. Mezi roky 1904 a 1925 se jmenovala Hlavní třída.
Roku 1922 se Kobylisy staly součástí Velké Prahy a o tři roky později (1925) se změnil i název ulice na Rumburská (podle severočeského města Rumburk). Když na konci druhé světové války přijížděly od Berlína po vítězné bitvě o toto město sovětské tanky na pomoc pražskému povstání, vstupovaly 9. května 1945 do Prahy většinou právě tehdejší Rumburskou ulicí. Ta se proto spolu s na jihu navazující komunikací sloučila v jednu ulici pojmenovanou jednotně Rudé armády. Toto označení vydrželo až do roku 1992, kdy se ulice rozdělila na dvě části. Dělicím místem se stala křižovatka s ulicemi Trojskou a Nad Šutkou, ležící u usedlosti Vlachovka. Severním směrem odtud vedoucí část původní ulice Rudé armády se od té doby jmenuje Klapkova, zbylá část pak Zenklova.
Podle plánů pražského magistrátu zveřejněných radním Matějem Stropnickým v roce 2015 by měla Klapkova ulice projít kompletní rekonstrukcí.

## Doprava
Ulicí je vedena tramvajová trať a na jejím severním konci se nachází vozovna Kobylisy. Naproti vjezdu do vozovny, na křižovatce s ulicí Horňátecká se nachází tramvajová smyčka. V létě 2018 se v tisku objevily zprávy o předpokládaném prodloužení tramvajové trati středem ulice Ústecká za hranice Prahy do obce Zdiby. Na křižovatce ulic Klapkova, Pod sídlištěm a Střelničná odbočuje tramvajová trať směrem ke konečné Sídliště Ďáblice. Z této trati odbočuje vjezd do blokové tramvajové smyčky v ulicích Zdibská a Březiněveská, výjezd ze smyčky je do ulice Klapkova. Část plochy uvnitř smyčky zaujímá odstavná plocha autobusů MHD. V jihovýchodním sektoru křižovatky Klapkova, Pod sídlištěm, Střelničná je jeden z výstupů ze stanice metra Kobylisy na trase C.

## Zajímavé instituce v Klapkově ulici
Přímo na křižovatce s ulicí Zenklova sídlí nakladatelství Portál. V sousedství stanice metra je umístěna Základní umělecká škola a naproti ní Divadlo Karla Hackera – Jiskra, ve vedlejším domě potom pobočka Městské knihovny. U stanice metra, v ulici Pod sídlištěm stojí budovy zeměměřických a katastrálních úřadů pro Prahu a Středočeský kraj. Ke Klapkově ulici také přiléhá areál FK Admira Praha, ovšem s adresou v ulici Na pecích. Na severním konci ulice u konečné tramvají stojí budova bývalého akcízu.